# 사파이어 왕자
《사파이어 왕자》 또는 《리본의 기사》(リボンの騎士)는 데즈카 오사무가 창작한 일본의 만화 시리즈이다. 이 작품은 악한 두랄루민 대공이이 실버랜드의 왕좌를 차지하는 것을 막기 위해 남장을 한 사파이어 왕자의 모험에 대한 이야기이다. 
고단샤의 《소녀 클럽》에서 1953년부터 1956년까지 연재되었으며, 3권의 단행본으로 출간되었다. 또한 텔레비전 애니메이션 시리즈로 무시 프로덕션에서 제작되어 1967년부터 1968년까지 방송되었다. 1958년과 1968년 사이에 3번 리메이크되어 연재되었다. 

## 줄거리
대부분의 줄거리는 다양한 판본에서 같지만 네 번째 판본은 확연하게 줄거리가 다르다. 두 번째 판본인 《쌍둥이 기사》는 첫 번째 판본의 후속작이다. 
중세 유럽을 모방한 동화적 세계를 배경으로, 여자가 왕위를 계승할 수 없는 나라에서 왕위를 계승하기 위해 남장을 해야 하는 사파이어 공주의 이야기이다. 사파이어 공주가 태어났을 때, 그녀의 아버지인 실버랜드 왕은 공주가 아닌 왕자가 태어났다고 발표한다. 이는 2순위 왕위 계승자인 듀랄루민 대공이 국민들을 억압할 악한 인물이었기 때문이었다. 
사파이어 공주는 작은 크기의 어린 견습 천사 틴크를 곁에 두고 있다. 틴크는 사파이어 공주가 이럴 때 여자의 마음과 아울러 남자의 마음을 주었고, 신은 사파이어의 마음을 회수하기 위하여 틴크를 지상에 내려보낸다. 틴크는 자신의 실수를 되돌릴 때까지는 천국에 돌아가지 못하지만, 사파이어는 틴크가 남자의 마음을 가져가지 못하게 한다. 틴크는 이후 실버랜드에서 악당을 제거하기 위해 사파이어에게 남자의 마음이 얼마나 필요한지 깨닫는다. 
사파이어와 틴크는 얼음 마녀를 만나거나 반란을 진압하는 등의 다양한 모험을 한다. 사파이어는 왕국을 차지하고 사파이어가 여자라는 사실을 폭로하려는 듀랄루민 대공을 저지하면서 조로와 같은 가면을 쓰고 범죄와도 싸운다. 